# Громадський університет
Грома́дський університе́т (англ. Public university, ісп. universidad pública, яп. 公立大学) — тип вищого навчального закладу, що був заснований на громадські кошти регіону, області чи міста або керується ними. Має часткове самоврядування. В Україні також вживається англійська калька — Публі́чний університе́т.

## Список

### Іспанія
- Ов'єдський університет

### Канада
- Альбертський університет
- Торонтський університет
- Саскачеванський університет

### Португалія
- Авейрівський університет

### США
- Університет Вірджинії
- Університет Каліфорнії (Берклі)